# Przepis na amerykański sen
Przepis na amerykański sen (ang. Fresh Off the Boat) – amerykański sitcom, wyprodukowany przez 20th Century Fox Television. Serial jest oparty na Pamiętnikach Eddiego Huanga. Producentem wykonawczym jest Nahnatchka Khan. Serial jest emitowany od 4 lutego 2015 przez ABC.
10 listopada 2019 roku ABC ogłosiła zakończenie serialu po szóstym sezonie.

## Fabuła
Fabuła serialu dzieje się w 1995 roku, skupia się na życiu 11-letniego Eddiego Huanga, który z całą rodziną przenosi się z Chinatown w Waszyngtonie na przedmieścia Orlando na Florydzie. Chłopiec wraz ze swoją rodziną stara się przystosować do życia w USA, nie zapominając o swoim pochodzeniu kulturowym.

## Obsada

### Główna
- Randall Park jako Louis Huang
- Constance Wu jako Jessica Huang[4]
- Ian Chen jako Evan Huang
- Forrest Wheeler jako Emery Huang
- Hudson Yang jako Eddie Huang[5]
- Lucille Soong jako Grandma Huang
- Chelsey Crisp jako Honey[6]

## Odcinki
| Sezon | Sezon | Odcinki | Oryginalna emisja    | Oryginalna emisja | Oryginalna emisja | Oryginalna emisja | Oryginalna emisja |
| Sezon | Sezon | Odcinki | Premiera sezonu      | Finał sezonu      | Premiera sezonu   | Finał sezonu      |                   |
| ----- | ----- | ------- | -------------------- | ----------------- | ----------------- | ----------------- | ----------------- |
|       | 1     | 13      | 4 lutego 2015        | 21 kwietnia 2015  | 24 kwietnia 2017  | 5 czerwca 2017    |                   |
|       | 2     | 24      | 22 września 2015     | 24 maja 2016      | 24 lipca 2017     | 15 lutego 2018    |                   |
|       | 3     | 23      | 11 października 2016 | 16 maja 2017      | 15 lutego 2018    | 2 marca 2018      |                   |
|       | 4     | 19      | 3 października 2017  | 20 marca 2018     | —                 | —                 |                   |
|       | 5     | 22      | 5 października 2018  | 22 kwietnia 2019  | —                 | —                 |                   |
|       | 6     | 15      | 25 września 2019     | 21 lutego 2020    | —                 | —                 |                   |

## Produkcja
11 maja 2014 roku ABC zamówiła serial na sezon telewizyjny 2014/15, którego emisja była zaplanowana na midseason.
7 maja 2015 roku stacja ABC ogłosiła zamówienie 2 sezonu. 15 października 2015 roku stacja zamówiła pełny drugi sezon serialu Fresh Off the Boat.
4 marca 2016 roku stacja ABC ogłosiła zamówienie trzeciego sezonu.
12 maja 2017 roku stacja ABC ogłosiła zamówienie czwartego sezonu.
12 maja 2018 stacja ABC ogłosiła zamówienie piątego sezonu.